# Talisa Soto
Talisa Soto, nome d'arte di Miriam Talisa Soto (New York, 27 marzo 1967), è una modella e attrice statunitense di origini portoricane.

## Biografia
Talisa Soto è nata a Brooklyn, borough di New York, luogo in cui i suoi genitori si erano trasferiti durante gli anni cinquanta, ma non visse a lungo nella Grande Mela poiché, quando era ancora una bambina, la sua famiglia si trasferì a Northampton, nel Massachusetts. La sua era una delle poche famiglie portoricane che viveva nel suo quartiere e nonostante fosse stata educata ed istruita in questo quartiere sentiva che le persone erano prevenute verso di lei, e per questo divenne una bambina solitaria.

### Modella
Nel 1982, all'età di quindici anni, Talisa ebbe la sua prima esperienza come modella. Successivamente nel 1985 tentò di firmare con la Ford modeling agency, ma fu rifiutata perché considerata troppo latina. Nonostante questo continuò a cercare un'agenzia che la scritturasse e riuscì ad ottenere un contratto con la Click Model Management, grazie alla quale riuscì a capeggiare in tutta Europa. Fu riconosciuta come una della più importanti top model degli anni ottanta e fu molto attiva in Francia ed Italia. Apparve sulle copertine di importanti riviste come Vogue, British Elle, British Vogue (fotografata da Lord Snowdon), Mademoiselle, Glamour e Self. Apparve anche nel suo primo videoclip insieme al fidanzato Nick Kamen di Each Time You Break My Heart, diretto da Tony Viramontes. Nick e Talisa erano anche i favoriti di Ray Petri il defunto fashion stylist e creatore dello stile degli anni ottanta London "Buffalo Boy".

### Attrice
Dopo essere ritornata negli Stati Uniti nel 1988, fece un'audizione ed ottenne il ruolo di India nel suo film d'esordio, Mafia kid, una commedia con protagonisti Sasha Mitchell e Ernest Borgnine. L'anno seguente ottenne il ruolo della Bond girl Lupe Lamora nel film Agente 007 - Vendetta privata con protagonista Timothy Dalton e recitò nel ruolo di Maria Rivera in I re del mambo.
Soto è apparsa in più di venti film, tra i quali vanno ricordati Mortal Kombat (1995) e il sequel Mortal Kombat - Distruzione totale (1997), nei quali interpreta Kitana; Don Juan De Marco - Maestro d'amore (1995), una commedia romantica con protagonista Johnny Depp, in cui interpreta il ruolo di Doña Julia; Vampirella (1996) film tratto dall'omonimo fumetto, in cui la Soto ebbe il ruolo principale; Piñero - La vera storia di un artista maledetto (2001), film con protagonista Benjamin Bratt e in cui la Soto interpreta Sugar, e Ballistic, in cui ha il ruolo di Ryne e recita accanto a Lucy Liu e Antonio Banderas. Talisa ha recitato anche in due puntate della serie televisiva C-16: FBI, ed è apparsa nel videoclip di Marc Anthony I Need to Know.

## Vita privata
Durante gli anni ottanta ha avuto una storia con il cantante Nick Kamen, con il quale ha convissuto a Londra e a New York. Tra il 1997 e il 2000 è stata sposata con Costas Mandylor. Dal 13 aprile 2002 è sposata con l'attore Benjamin Bratt, conosciuto sul set di Piñero - La vera storia di un artista maledetto. La coppia ha due figli: Sophia Rosalinda Bratt (nata il 6 dicembre 2002) e Mateo Bravery Bratt (nato il 3 ottobre 2005).

## Filmografia

### Cinema
- Il Papa del Greenwich Village (The Pope of Greenwich Village), regia di Stuart Rosenberg (1984)
- Mafia kid (Spike of Bensonhurst), regia di Paul Morrissey (1988)
- 007 - Vendetta privata (Licence to Kill), regia di John Glen (1989)
- I re del mambo (The Mambo Kings), regia di Arne Glimcher (1992)
- L'ostaggio (Hostage), regia di Robert Young (1992)
- Don Juan De Marco - Maestro d'amore (Don Juan DeMarco), regia di Jeremy Leven (1994)
- Mortal Kombat, regia di Paul W.S. Anderson (1995)
- Verso il sole (The Sunchaser), regia di Michael Cimino (1996)
- Spia e lascia spiare (Spy Hard), regia di Rick Friedberg (1996)
- Vampirella, regia di Jim Wynorski (1996)
- Ambizione fatale (The Corporate Ladder), regia di Nick Vallelonga (1997)
- Mortal Kombat - Distruzione totale (Mortal Kombat: Annihilation), regia di John R. Leonetti (1997)
- Flypaper, regia di Klaus Hoch (1999)
- Il volo di Fancy (Flight of Fancy), regia di Noel Quiñones (2000)
- That Summer in LA, regia di Simon Clarke (2000)
- Piñero - La vera storia di un artista maledetto (Piñero), regia di Leon Ichaso (2001)
- Ballistic (Ballistic: Ecks vs. Sever), regia di Kaos (2002)
- La Mission, regia di Peter Bratt (2009)

### Televisione
- Silhouette, regia di Carl Schenkel (1990)
- Donne dentro: storie dal carcere (Prison Stories: Women on the Inside), regia di Donna Deitch, Joan Micklin Silver e Penelope Spheeris (1991)
- Island of the Dead - L'isola della morte (Island of the Dead), regia di Tim Southam (2000)

### Serie TV
- Les Français vus par – serie TV, episodi 1x1-1x2 (1988)
- Harts of the West – serie TV, 15 episodi (1993-1994)
- C-16: FBI – serie TV, episodi 1x10 (1998)

## Agenzie
- Click Models Management - New York